# Волзький залізничний ВТТ
Волзький залізничний ВТТ (рос. ВОЛЖСКИЙ ЖЕЛЕЗНОДОРОЖНЫЙ ИТЛ, Волголаг) — виправно-трудовий табір, що діяв в структурі Головного управління таборів залізничного будівництва.
Організований 22.02.42;

закритий 27.04.43 (у зв'язку із закінченням буд-ва);

ліквідований і переданий Приволзькому ВТТ з усіма ресурсами 07.01.44.
Дислокація: Татарська АРСР, м.Казань з 22.02.42.

## Виконувані роботи
- будівництво залізниці Свіязьк-Ульяновськ,
- роботи в радгоспі ім.Сакко і Ванцетті

## Чисельність ув'язнених
- 01.07.42 — 5342,
- 01.10.42 — 2457,
- 01.01.43 — 1923;
- 01.01.44 — 519